# Klooster van Wilsele
Het klooster van Wilsele is het kloostergebouw van het voormalige klooster in de toenmalige Belgische gemeente Wilsele, nabij Leuven. Het klooster werd bewoond van 1904 tot 1974 door zusters van de in 1787 gestichte Congregatie van de Apostolische Annoniciaten. Het gebouw is nu onder meer in gebruik als secretariaat en bureau van de directeur van de Vrije Basisschool Putkapel.

## Geschiedenis
In 1904 wilde pastoor Van Geel van de parochie Putkapel in Wilsele een meisjesschool in zijn parochie oprichten en vond hiervoor steun bij de katholieke schepen van onderwijs, de heer Smedts. De gemeente zou de kosten dragen en de religieuzen die in het onderwijs zouden voorzien, mochten in een huis van de gemeente wonen. De zoektocht naar onderwijzend personeel verliep echter moeizaam, maar uiteindelijk vond men de zusters annunciaten uit Huldenberg bereid. De congregatie stuurde twee zusters naar Putkapel, moeder Lucilla en zuster Serafic, die daar het klooster betrokken en er les gaven.
In 1910 werd de meisjesschool uitgebreid en kwamen er twee zusters bij, zuster Marie-Madeleine en zuster Stefana. De laatste had het diploma kleuterleidster behaald aan het Miniemeninstituut te Leuven.
Gedurende de bezetting tijdens de Eerste Wereldoorlog werden de zusters en de meisjesschool vrijwel ongemoeid gelaten. Er werd geen buitengewoon programma opgelegd en ook geen voertaal. Wel was er verstrengd toezicht door een opgedrongen inspecteur.
In 1929 waren zusters Marie-Madeleine en Serafic op rust gesteld. Zuster Theodula was er inmiddels bijgekomen.
In 1931 was de zusterswoning, het nieuwe klooster, in de Bosstraat ook voltooid.
In 1948, na 44 jaar leiding geven te hebben aan de meisjesschool, keerde moeder Lucilla terug naar Huldenberg om daar haar laatste dagen door te brengen. Ze werd opgevolgd als moeder-overste van het klooster van Wilsele door zuster Honorata. Moeder Lucilla overleed in 1950.
In 1968 overleed zuster Stefana, de kleuterleidster. Gedurende 58 jaar was zij verantwoordelijk geweest voor de vorming van de kleuters in de parochie.
In 1974 verlieten de zusters annunciaten Putkapel, waar ze 70 jaar lang de parochiale school bestuurden en draaiende gehouden hebben. Hun vertrek betekende het einde van het klooster van Wilsele. 

## Oversten
- 1904-1948: Moeder Lucilla (Leontine Van Loock) (Niel, 10 februari 1880 - Huldenberg, 8 november 1950)
- 1948-1974: Moeder Honorata (Maria Goris)